# ISO 3166-2:LB
ISO 3166-2:LB è uno standard ISO che definisce i codici geografici delle suddivisioni del Libano; è un sottogruppo dello standard ISO 3166-2.
I codici, assegnati a otto dei nove governatorati del paese, sono formati da LB- (sigla ISO 3166-1 alpha-2 dello Stato), seguito da due lettere.

## Codici
| Codice | Governatorato  |
| ------ | -------------- |
| LB-AK  | Akkar          |
| LB-BH  | Baalbek-Hermel |
| LB-BI  | Beqā           |
| LB-BA  | Beirut         |
| LB-AS  | Nord Libano    |
| LB-JA  | Sud Libano     |
| LB-JL  | Monte Libano   |
| LB-NA  | Nabatiye       |